# David Leon
David Jeremy Leon (Newcastle upon Tyne, 24 juli 1980) is een Brits acteur, filmproducent, filmregisseur en scenarioschrijver.

## Biografie
Leon werd geboren in Newcastle upon Tyne en van zijn vaderskant is hij joods, en beschouwt zichzelf als half-joods. Het acteren heeft hij geleerd aan het Nationaal Jeugdtheater. 
Leon begon in 2004 met acteren in de film Alexander, waarna hij nog meerdere rollen speelde in films en televisieseries. Hij is onder andere bekend van zijn rol als DS Joe Ashworth in de televisieserie Vera, waar hij in 19 afleveringen speelde (2011-2014, 2024). 

## Filmografie

### Films
Uitgezonderd korte films.
- 2019 Cordelia - als Steven
- 2016 Bliss! - als Charlie Henderson
- 2013 Walking with the Enemy - als Lajos
- 2012 Boys on Film 8: Cruel Britannia - als Dan
- 2008 RocknRolla - als Malcolm
- 2008 Love Me Still - als Freddie
- 2007 Clapham Junction - als Alfie Cartwright
- 2006 The Lives of the Saints - als Othello
- 2005 Boy Eats Girl - als Nathan
- 2004 Alexander - als Hermolaous

### Televisieseries
Uitgezonderd eenmalige gastrollen.
- 2024 Vera - als DI Joe Ashworth - 3 afl.
- 2022 Silent Witness - als Oscar Harris - 5 afl.
- 2019 Gold Digger - als Kieran - 2 afl.
- 2017 In the Dark - als DI Adam Perrin - 4 afl.
- 2014-2015 The Refugees - als Alex - 7 afl.
- 2011-2014 Vera - als DS Joe Ashworth - 16 afl.
- 2004-2005 Cutting It - als Troy Gillespie - 12 afl.

### Filmproducent
- 2010 Man and Boy - korte film
- 2009 Father - korte film

### Filmregisseur
- 2024 Stable - korte film
- 2023 Hyem - korte film
- 2018 Vera - televisieserie - 1 afl.
- 2015 Orthodox - film
- 2012 Orthodox - korte film
- 2012 Boys on Film 8: Cruel Britannia - film
- 2010 Man and Boy - korte film
- 2009 Father - korte film

### Scenarioschrijver
- 2024 Stable - korte film
- 2024 Too Good to be True - televisieserie - 1 afl.
- 2023 Hyem - korte film
- 2015 Orthodox - film
- 2012 Orthodox - korte film
- 2010 Man and Boy - korte film

- Bibliothèque nationale de France: cb170583823 (data)
- Gemeinsame Normdatei: 1131656008
- International Standard Name Identifier: 0000 0004 5966 3140
- Library of Congress Control Number: no2011163307
- SNAC: w6ss1bsq
- Virtual International Authority File: 186945989
- WorldCat: E39PBJjMDD3P8km6fvqBh48grq